# Eriocaulon nigericum
Eriocaulon nigericum är en gräsväxtart som beskrevs av Robert Desmond Meikle. Eriocaulon nigericum ingår i släktet Eriocaulon och familjen Eriocaulaceae. Inga underarter finns listade i Catalogue of Life.